# Bitwa pod Lingones
Bitwa pod Lingones – bitwa, która miała miejsce w 298 roku w trakcie walk Rzymian z Alamanami. 
Do bitwy pomiędzy Rzymianami pod wodzą cezara Konstancjusza I Chlorusa i Alamanami doszło na terenie Galii w pobliżu dzisiejszego miasta Langres. 
Starcie poprzedziła porażka niewielkiego oddziału Rzymian, towarzyszącego cesarzowi. W wyniku tego wydarzenia ranny cezar zmuszony został do ratowania się ucieczką z pola walki. Konstancjusz schronił się w pobliskim mieście Andemattunum, wspinając się za pomocą liny na miejskie mury (bramy miasta były zamknięte). Alamanowie rozpoczęli oblężenie, które trwało zaledwie pięć godzin, do chwili nadciągnięcia głównej armii, która uderzyła na Germanów. W wyniku bitwy miało według źródeł rzymskich historyków zginąć aż 60 000 wojowników alamańskich. Liczba ta mocno zawyżona miała charakter czysto propagandowy, a jej celem było wzmocnienie pozycji cesarskiej.